# Miniopterus paululus
Miniopterus paululus är en fladdermus i familjen läderlappar som beskrevs av Hollister 1913. Populationernas taxonomiska status är inte helt utredd. Kanske ska de räknas som underarter till Miniopterus australis.
Arten förekommer med flera från varandra skilda populationer i Sydostasien, bland annat i centrala Filippinerna, på en liten ö norr om Borneo, på Sumbawa, på Timor och på Selaru. Arten är med en genomsnittlig underarmlängd av 36,3 mm mindre än Miniopterus australis. Fynd gjordes huvudsakligen i grottor nära havet.
IUCN listar Miniopterus paululus med kunskapsbrist (DD).